# Бубукін Валентин Борисович
Валенти́н Бори́сович Бубу́кін (рос. Валентин Борисович Бубукин, *23 квітня 1933, Москва — †30 жовтня 2008, Москва) — радянський футболіст і тренер. Нападник, більшість кар'єри провів у «Локомотиві» (Москва) — рекордсмен клубу за кількістю ігор у чемпіонатах СРСР. Також виступав за ВПС (Москва) і ЦСКА (Москва). За збірну СРСР провів 11 поєдинків, забив 4 голи. Чемпіон Європи 1960. Тренував «Локомотив» (Москва), «Таврію» (Сімферополь), «Карпати» (Львів) та ЦСКА (Москва). Заслужений майстер спорту СРСР (з 1960). Заслужений тренер РРФСР.
Перший тренер — Сергій Миколайович Шапінський.

## Життєпис

### Ігрова кар'єра
Народився 23 квітня 1933 року в Москві. Був єдиним сином у сім'ї, мав 4 рідних сестер. У 1940-х роках грав у футбол на заводському стадіоні «Крила Рад», який знаходився недалеко від його дому (район теперішньої станції метро «Войтовская»). Там хлопця помітив тренер Сергій Шапінський, який взяв юнака до своєї команди, що виступала у першості Москви. Окрім футболу Валентин Бубукін грав у баскетбол і бігав на середні дистанції. Остаточний вибір на користь футболу юнак здійснив після запрошення тренера Гайоза Джеджелави до клубу ВПС (Москва), який виступав у найвищій лізі.
У клубі Військово-повітряних сил підліток ще не потрапляв до основного складу і виступав за дублерів. Військовим клубом опікувався син «вождя», Василь Сталін — палкий уболівальник спорту. Але після поразки збірної СРСР на Олімпіаді 1952 обидві армійські команди: ЦСКА та ВПС, було розформовано і нападник потрапив до «Локомотива» (Москва).
Бубукіну пощастило набиратися тактичного досвіду під керівництвом знаного фахівця — у 1953 році наставником «Локомотива» став один з найкращих радянських тренерів тих часів Борис Аркадьєв, під орудою якого післявоєнний ЦСКА (Москва) вигравав чемпіонат СРСР аж 5 разів. Валентин поступово став футболістом основного складу «Локомотива».
У фіналі Кубка СРСР 1957 року «залізничники» несподівано перемогли фаворита, «Спартак» (Москва) з рахунком 1:0 — єдиний і вирішальний м'яч забив у першому таймі Валентин Бубукін. Результативного нападника включили до заявки національної збірної Радянського Союзу на чемпіонат світу 1958. Проте Бубукін жодного разу не з'явився на полі у Швеції.
Дебют у «сборной» відбувся 6 вересня 1959 року в домашній грі з Чехословаччиною — радянські футболісти перемогли 3:1, а нападник «Локомотива» забив один з голів.
Був основним гравцем збірної СРСР на першому в історії чемпіонаті Європи у 1960 році. Радянська команда виграла турнір, який проходив у Франції, а Бубукін зіграв всі 2 матчі і також отримав золоту медаль. У фінальній грі проти Югославії радянські футболісти зрівняли рахунок після потужного удару Бубукіна здалеку, який воротар відбив просто на ногу Слави Метревелі, котрий і забив гол.
У 1961—1962 роках виступав за ЦСКА (Москва), опісля повернувся до «Локомотива». У 1963 році «залізничники» вилетіли з вищої ліги, але відразу через рік повернулися туди. Досвідчений нападник був капітаном клубу в 1964—1965 роках. Останнім сезоном для Валентина Бубукіна став сезон 1965 року — він увійшов до історії «Локомотива», як футболіст, що провів найбільше ігор у чемпіонатах Радянського Союзу (у тому числі й у вищій лізі).
Відзначався великою працездатністю, витривалістю, фізичною підготовкою, добрим баченням поля та дуже потужним ударом з правої ноги. Веселий та відкритий у спілкуванні Бубукін був душею колективу.

### Тренерська робота
У середині сезону 1966 очолив вищоліговий «Локомотив» Москва, який тренував до 1968 р. включно. Найвищим місцем стало 10-те у 1968 році. В 1970-1972 рр. був наставником «Таврії» (Сімферополь) — клуб був серед лідерів української зони другої ліги. У середині 1972 року під тиском ЦК компартії УРСР Валентин Борисович терміново покинув Крим і очолив «Карпати» (Львів), які боролися за виживання у вищій лізі. Прописку у «вишці» львів'яни зберегли і у 1974 році Бубукін залишив команду.
У 1978 році на чолі клубу ЦСКА (в'єт. Cau Lac Bo Quan Doi) з міста Ханой виграв чемпіонат В'єтнаму.
Потім довгий час (1975—1978, 1981—1987) працював тренером у ЦСКА (Москва).
Удостоєний Ордена Дружби, медалі «За трудову доблесть».
У 2003 році видав книгу «Вечнозеленое поле жизни».

## Титули та досягнення

### Гравця
- Чемпіон Європи: 1960
- Кубок СРСР: 1957
- у списку 33 найкращих: 3 рази (1956 — №3, 1959 — 1, 1960 — 1)

### Тренера
- Чемпіон В'єтнаму: 1978